# Utetes tarasi
Utetes tarasi är en stekelart som först beskrevs av Vladimir Ivanovich Tobias 1986.  Utetes tarasi ingår i släktet Utetes och familjen bracksteklar. Inga underarter finns listade i Catalogue of Life.